# Mary Kelly Foy

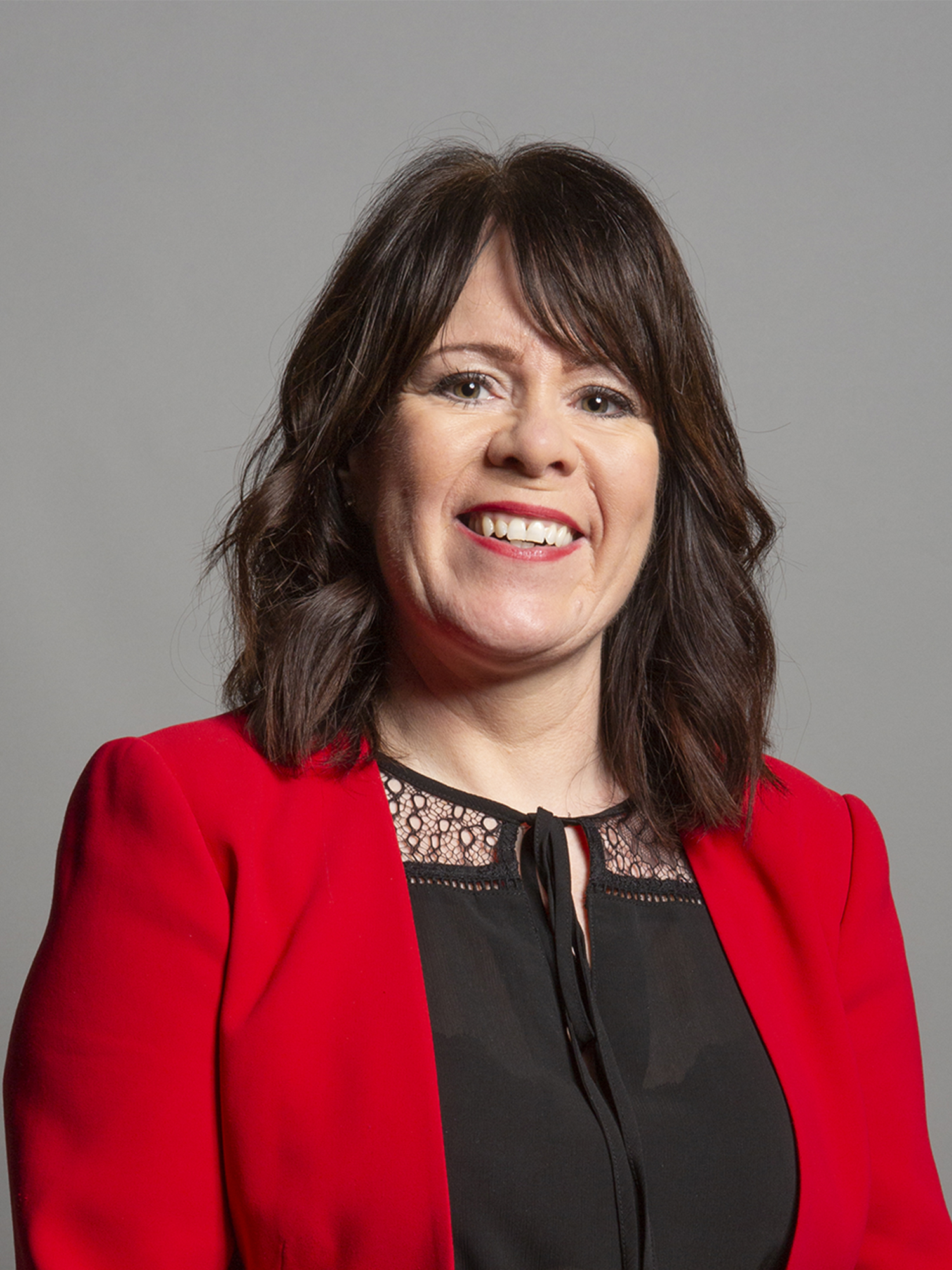
Mary Kelly Foy

Mary Kelly Foy (geborene McStea; geboren am 27. Februar 1968 in Jarrow, County Durham) ist eine britische Politikerin. Seit der Unterhauswahl von 2019 vertritt sie den Wahlkreis City of Durham im britischen Unterhaus. Sie ist Mitglied im Socialist Campaign Group parliamentary caucus.

## Kindheit, Jugend, Ausbildung
Foy, damals noch Mary McStea, wurde in Jarrow, County Durham geboren und wuchs in einer Sozialwohnung auf. Sie war das zweite von fünft Kindern. ihre Großeltern waren aus Irland eingewandert. Ihr Vater hatte auf einer Schiffswerft gearbeitet, er verlor seinen Arbeitsplatz in den 1980er Jahren unter der Regierung Thatcher. Foy erlangte im Erwachsenenstudium ein Diplom in social sciences.

## Laufbahn
Foy ist Mitglied der Gewerkschaften UNISON und Unite the Union.
Von 2006 bis 2013 war sie Mitarbeiterin im Rahmen der Stadtentwicklung in Durham; sie arbeitete auch als parlamentarische Assistentin des damaligen Abgeordneten Stephen Hepburn, der für den Wahlkreis Jarrow im Unterhaus saß.
Sie wurde 2006 als Gemeinderätin für den Wahlbezirk Lamesley (benannt nach dem gleichnamigen Gebiet) in den Metropolitan Borough of Gateshead gewählt. 2009 wurde sie zur Beauftragten für Gesundheit und Wohlbefinden im Stadtrat ernannt und bekleidete dieses Amt bis zu ihrem Ausscheiden aus dem Stadtrat im Jahr 2019. Bevor sie in die Stadt Durham wechselte, war sie Parteivorsitzende in Blaydon und regionale Vertreterin des National Policy Forum der Labour Party.
Foy ist Sozialistin und gehört zum linken Flügel der Partei. Ihre Kandidatur wurde dementsprechend von mehreren Gewerkschaften unterstützt. Als sie 2019 zur Parlamentsabgeordneten für die Stadt Durham gewählt wurde, trat sie von ihrem Mandat als Stadträtin von Gateshead zurück. Sie schloss sich der parlamentarischen Gruppe der Socialist Campaign Group an.

## Parlamentarische Laufbahn
Am 15. Oktober 2020 trat Foy als parlamentarische Privatsekretärin von Andy McDonald zurück, um gegen das vorgeschlagene Gesetz Covert Human Intelligence Sources (Criminal Conduct) Bill zu stimmen, und widersprach damit der Weisung der Labour-Whip, sich der Stimme zu enthalten
Im November 2020 war Foy an der Rettung einer örtlichen Schule, der St Thomas More Primary School in Belmont, beteiligt. Foy hatte sich mit Vertretern der Diözese und des Leitungsgremiums, mit Beamten und gewählten Vertretern des Durham County Council, mit Eltern und der örtlichen Gemeinde getroffen, um sich die Bedenken anzuhören und einen Weg zur Lösung der Situation zu finden.
Foy gehörte dem Ausschuss an, der die Health and Care Bill, den Gesetzentwurf über Gesundheit und Pflege, im Parlament prüfte. Im Rahmen dieses Ausschusses brachte Foy mehrere Änderungsanträge zum Rauchen ein, darunter das Verbot eines Schlupflochs, das die kostenlose Abgabe von Vapes (elektrischen Zigaretten) an Minderjährige ermöglicht, und die Anhebung des Verkaufsalters für Zigaretten auf 21 Jahre.